# Kawasaki KLX
La sigla KLX contraddistingue una serie di motociclette prodotte dalla Kawasaki per poter essere usate anche nel fuoristrada non impegnativo. Vendute in svariate cilindrate ed in vari periodi, hanno come comune denominatore l'essere dotate di motore monocilindrico a quattro tempi.

## Le cilindrate
Questa motocicletta a seconda del periodo è stata prodotta in diverse cilindrate:
- 110 è prodotta dal 2002, nella sola versione bassa
- 125 è stata prodotta dal 2003 al 2006 in duplice versione, bassa e alta (riconoscibile dal suffisso "L"), dal 2009 viene rimessa in produzione, completamente rivista, per il solo mercato Europeo e Asiatico
- 140 derivata dalla 125 (in entrambe le versioni) in produzione dal 2008.
- 250 ha avuto diversi cicli di vita: dal 1979 al 1980 con raffreddamento ad aria e distribuzione SOHC, poi dal 1994 al 1996, con l'aggiunta del suffisso "R", dotata del raffreddamento a liquido e di distribuzione DOHC, infine dal 2006, con il suffisso "S".
- 300 R, derivata dalla 250, prodotta dal 1997 al 2007, ricavata con la sola maggiorazione dell'alesatura. Il modello 300R montava di serie forcelle Kayaba a steli rovesciati da 43 mm e un serbatoio maggiorato rispetto alla versione 250, per una capienza complessiva di 9,8l. Aumenta inoltre la potenza del motore grazie all'aumento della cilindrata e al carburatore da 34: si passa dai 25  CV della versione precedente ai 34  CV della nuova versione. Viene ridotto il peso arrivando così  ad un peso a secco di soli 104 kg.  Nel 1999 il preparatore ToscoRacing inizia la produzione di un kit di trasformazione dedicato a questa moto che comprendeva forcella Showa da 45mm e ammortizzatore posteriore Ohlins, serbatoio artigianale in fibra di carbonio con plastiche e scatola filtro e telaietto posteriore in alluminio provenienti dal Kawasaki KX250 1999. Lo scarico originale veniva sostituito con un silenziatore privo di strozzature e da un collettore di diametro maggiorato. Il carburatore originale Kehin da 34 a depressione cedeva il passo ad un Mikuni da 36. Successivamente nel 2004 il preparatore Lamura ha deciso di dedicarsi alla produzione di un nuovo kit di trasformazione che comprendeva serbatoio artigianale con plastiche del kxf 250 04/05 e scarico Arrow in alluminio. Oggi l'unico preparatore in grado di trasformare radicalemte un KLX 300 R si chiama M. Russo e produce un kit di trasformazione che comprende: serbatoio artigianale in fibre composite (Carbon-Kevlar) da 8,6l di capienza, scarico in alluminio derivato dal KX250F 2006 con raccordo Nidire' Racing, convogliatori  e sella provenienti dal KX250F 2005 e plastiche posteriori proveniente dal modello kx250F 2008. Il preparatore effettua inoltre una rivisitazione delle sospensioni anteriori aumentando la compressione della molla e monta pedane maggiorate XL che conferiscono un maggiore feeling con la moto.
- 400 prodotta nel solo 2003 e nelle versioni "R" e "SR". Questa moto è nata dalla collaborazione di Kawasaki con la casa produttrice Suzuki che presentano nel 2003 una moto pressoché identica fatta eccezione per la colorazione delle plastiche ed il marchio di fabbrica. Tuttavia Kawasaki Italia deciderà di non importare in Europa questo modello già a partire dal 2004, destinando la produzione esclusivamente al mercato americano mentre Suzuki ha mantenuto il DRZ 400  nel proprio listino fino al 2007.
- 450 prodotta dal 2008
- 650 prodotta dal 1993 al 2003.